# Municipio de Venango (condado de Erie)
El municipio de Venango (en inglés: Venango Township) es un municipio ubicado en el condado de Erie en el estado estadounidense de Pensilvania. En el año 2000 tenía una población de 2.277 habitantes y una densidad poblacional de 20 personas por km².

## Geografía
El municipio de Venango se encuentra ubicado en las coordenadas 42°03′00″N 79°49′59″O / 42.05000, -79.83306.

## Demografía
Según la Oficina del Censo en 2000 los ingresos medios por hogar en la localidad eran de $50,882 y los ingresos medios por familia eran de $55,357. Los hombres tenían unos ingresos medios de $39,022 frente a los $27,059 para las mujeres. La renta per cápita de la localidad era de $18,653. Alrededor del 3,7% de la población estaba por debajo del umbral de pobreza.